# Analitzador diferencial

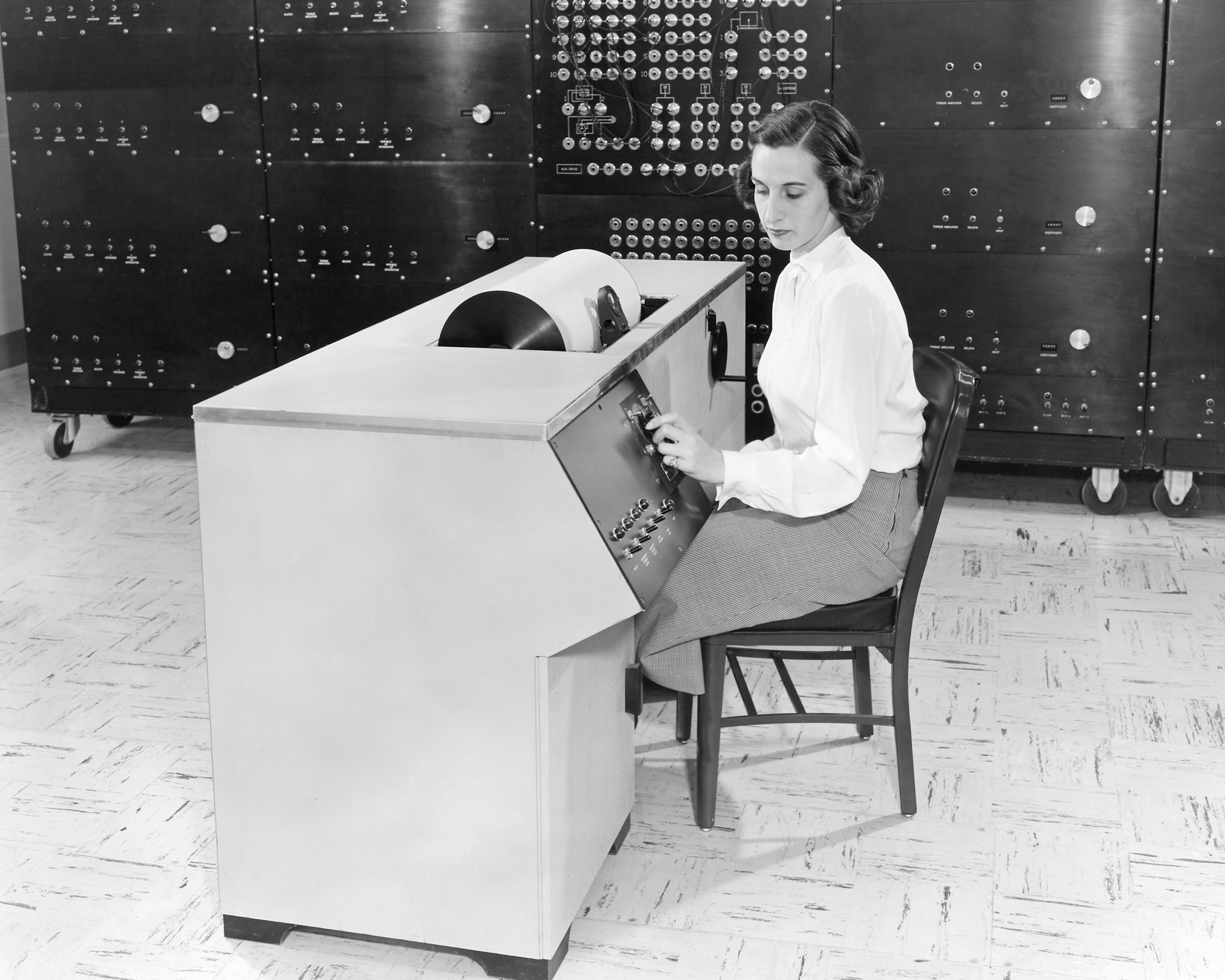
Un analitzador diferencial al NACA Lewis Flight Propulsion Laboratory

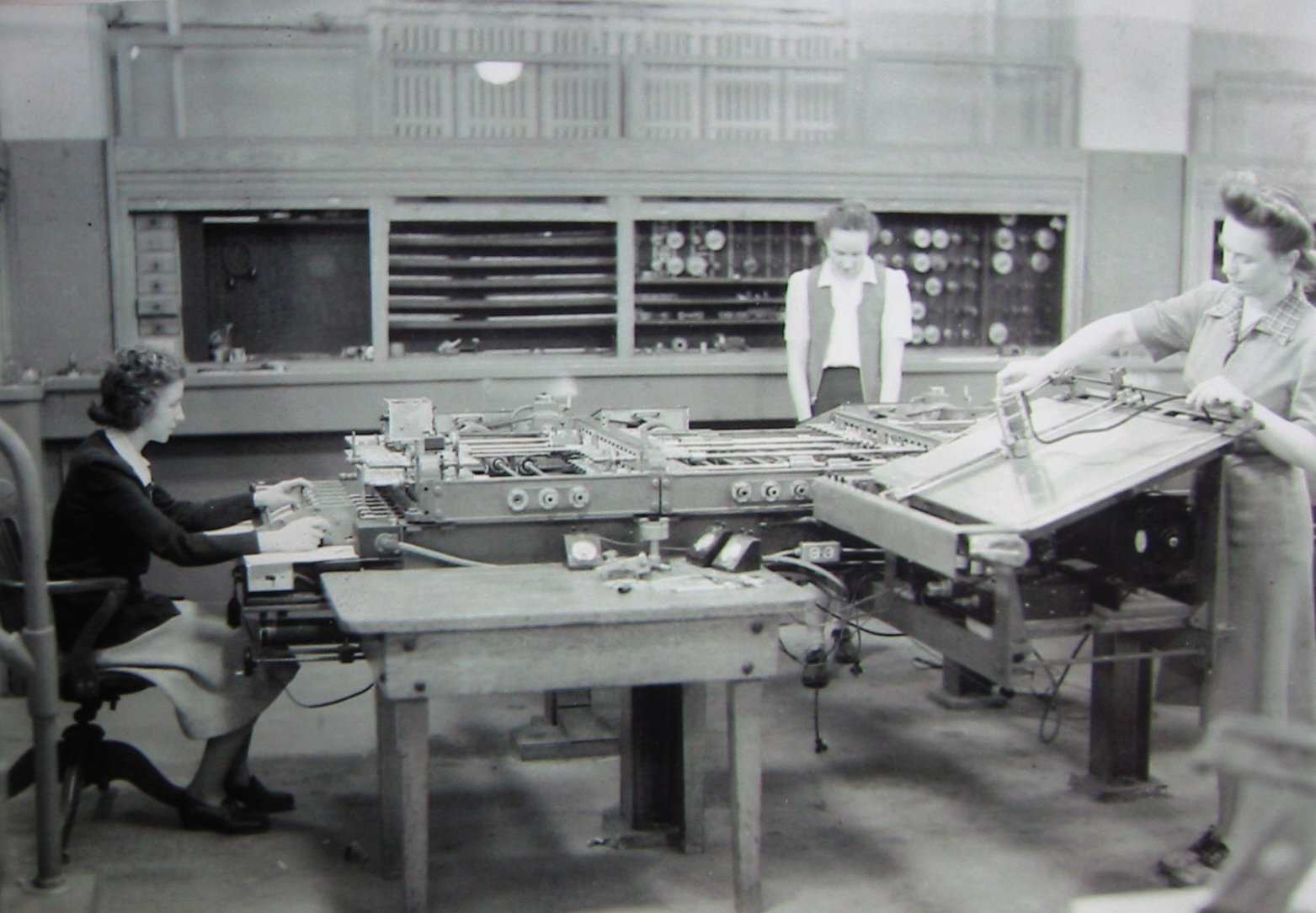
Kay McNulty, Alyse Snyder, i Sis Stump operen un analitzador diferencial al soterrani de l'Escola Moore d'Enginyeria Elèctrica, Universitat de Pennsylvania, a Filadèlfia, al voltant de 1942 i 1945.

L'analitzador diferencial (en anglès, Differential Analyser) va ser un computador analògic mecànic dissenyat per solucionar equacions diferencials per integració, usant mecanismes de rodes i discos per realitzar la integració. Va ser un dels primers dispositius de computació avançats a ser usats operacionalment.
L'analitzador diferencial va ser inventat el 1876 per James Thomson, germà de Lord Kelvin. H. W. Nieman i Vannevar Bush van construir una versió pràctica va ser primer construïda a començant del 1927 a l'Institut Tecnològic de Massachusetts. El 1931 van publicar un informe detallat sobre el dispositiu. D. R. Hartree, de la Universitat de Manchester, va portar el disseny a Anglaterra, on va construir el seu primer model amb l'estudiant Arthur Porter el 1934. Durant els cinc anys següents se'n van construir tres més: un a la Universitat de Cambridge, a la Universitat Queen's de Belfast, i a la Royal Aircraft Establishment de Farnborough. Als Estats Units, els analitzadors diferencials van ser construïts a la base de la Força Aèria Wright-Patterson i al soterrani l'Escola Moore d'Enginyeria Elèctrica de la Universitat de Pennsylvania a principis de la dècada del 1940; l'últim va ser usat extensivament en la línia de muntatge de les taules de foc de l'artilleria abans de la invenció de l'ENIAC, que, de moltes maneres, va ser modelat després de l'analitzador diferencial. Alguns anys més tard, un altre ordinador, l'UTEC, va ser construït a la Universitat de Toronto, però sembla que va veure poc o cap ús.
L'analitzador diferencial podria haver ser utilitzat en el desenvolupament de la bomba de rebot, emprada per atacar les preses hidroelèctriques alemanyes durant la Segona Guerra Mundial. Els analitzadors diferencials també han estat usats en el càlcul de l'erosió del sòl per les autoritats de control del rius de Nova Zelanda. Eventualment es va tornar obsolet pels computadors analògics i, posteriorment, pels ordinadors.
Més recentment, la construcció d'analitzadors diferencials que utilitzen peces de Meccano s'ha convertit en un projecte popular entre els aficionats al Meccano.
Un analitzador diferencial és mostrat en operació a la pel·lícula de 1951 When Worlds Collide i a la de 1956 Earth vs. the Flying Saucers.